# 柏林寺塔
柏林寺塔，又名从谂禅师舍利塔、真际禅师塔，位于中华人民共和国河北省石家庄市赵县的柏林禅寺前院内，是一座八角七层的密檐式砖塔。该塔现存塔身建于元代，曾于1966年的邢台地震中被震掉塔刹，在文化大革命中被损毁，1974年之后曾被多次重修。1965年，柏林寺塔被列为河北省文物保护单位，2006年被列为全国重点文物保护单位。

## 历史
柏林寺塔，又名从谂禅师舍利塔、真际禅师塔，所在的柏林禅寺最早建于东汉建安年间，当时名为观音院。唐代末年，一位名为从谂禅师的僧人在观音院驻锡四十余年，因其影响颇广而被尊称为“赵州和尚”或“赵州古佛”。唐昭宗乾宁四年（897年），从谂禅师圆寂，同年被赐谥号“真际禅师”。从谂禅师圆寂后，观音院内建起了一座塔来供奉他的舍利。至金代改名为柏林禅院，元代时改名为现名。在元代天历年间，该舍利塔被整体重建，是为现存塔身。清代后期，柏林禅寺逐渐被荒废。1953年，赵县文物保管所成立。1965年，柏林寺塔被列为河北省文物保护单位。1966年3月8日，柏林寺塔的塔刹部分在邢台地震中被震落摔碎，塔身出现倾斜。同年该塔在当年爆发的文化大革命中受损。1974年至1981年，柏林寺塔得到重修。1991年，柏林禅寺得到重建，柏林寺塔也在当年得到完全修复。1997年至1998年，来自新加坡的高家仁居士捐资修缮了该塔。2006年，柏林寺塔被列为全国重点文物保护单位。2014年，国家文物局批复同意了柏林寺塔的防雷工程立项。

## 结构
柏林寺塔位于中华人民共和国河北省石家庄市赵县的柏林禅寺前院中轴线的西侧，与寺内的钟鼓楼相对。该塔为一座八角形密檐式佛塔，底部为3米高的二层方形台基，台基上方为塔的主体部分。全塔通高39.5米，塔体实心，塔身为青条砖砌成。塔的下部为八角形须弥座，须弥座有二层束腰，上方有大量砖雕图案，转角立柱处为花卉浮雕，下层束腰上的壸门砖雕有蛟龙、鹿、象、牡丹花等；上层束腰中的壸门浮雕多为佛教故事，壸门两侧为伎乐造像、金刚力士等。束腰上方为砖仿木斗拱承托上层平座。平座周围有砖雕望柱栏板组成的护栏，其中篮板为砖雕花卉，每朵花卉中央承托一尊佛像。平座上方为仰莲，仰莲上方承托第一层塔身。第一层塔身较高，约占整座塔高度的三分之一，其正东、正西、正南、正北四个方向雕刻有塔门，其余四面雕刻有塔窗，塔窗上有龙凤装饰等砖雕图案。在第一层塔身顶部的第一层塔檐下方有一块青白石质地的元代修塔题记石。第一层塔身以上有七层密檐，全部为砖仿木结构，向上逐层收分，各层密檐的椽上均挂有一只铁质风铃，共计136个。密檐部分上方为铁制塔刹，塔刹高2.3米，由下至上依次为基座、铁制覆莲、仰莲、相轮、宝珠。此外有塔刹还有八条铁链固定在顶层塔檐的角梁上。